# 尹集镇 (舞钢市)
尹集镇，是中华人民共和国河南省平顶山市舞钢市下辖的一个乡镇级行政单位。

## 行政区划
尹集镇下辖以下地区：
尹集村、谢古洞村、清凉寺村、李庄村、石岗村、军王村、梁庄村、蔡庄村、连庄村、小王庄村、埂上村、苇子园村、楼房湾村、大刘庄村、康庄村、张庄村、朱洼村、鸡山村和姬庄村。